# Капічун Олександр Валерійович
Олександр Валерійович Капічун (7 грудня 1986 — 27 лютого 2022, смт Макарів, Україна) — український військовослужбовець, підполковник 142 НЦ ССО Збройних сил України, учасник російсько-української війни. Герой України (2022, посмертно).

## Життєпис
Олександр Капічун народився 7 грудня 1986 року.
2009 року із золотою медаллю закінчив Житомирський військовий інститут імені С. П. Корольова.
Служив спецпризначинцем, від 2016 — офіцер ССО. Учасник АТО/ООС.
Під час російського вторгнення в Україну 2022 року завдяки його героїчним діям група спеціального призначення, якою він керував, завдавши раптового удару, зупинила колону ворога, знищила близько 5 одиниць броньованої техніки та значну кількість живої сили противника під Макаровом, що в Київській області. Прикриваючи відхід групи Олександр загинув 27 лютого 2022 року. У Героя залишилася дружина Олександра та малолітній син.

## Нагороди
- звання Герой України з удостоєнням ордена «Золота Зірка» (2 березня 2022, посмертно) — за особисту мужність і героїзм, виявлені у захисті державного суверенітету та територіальної цілісності України, вірність військовій присязі[6].